# Moyen-Ogooué

Départements du Moyen-Ogooué

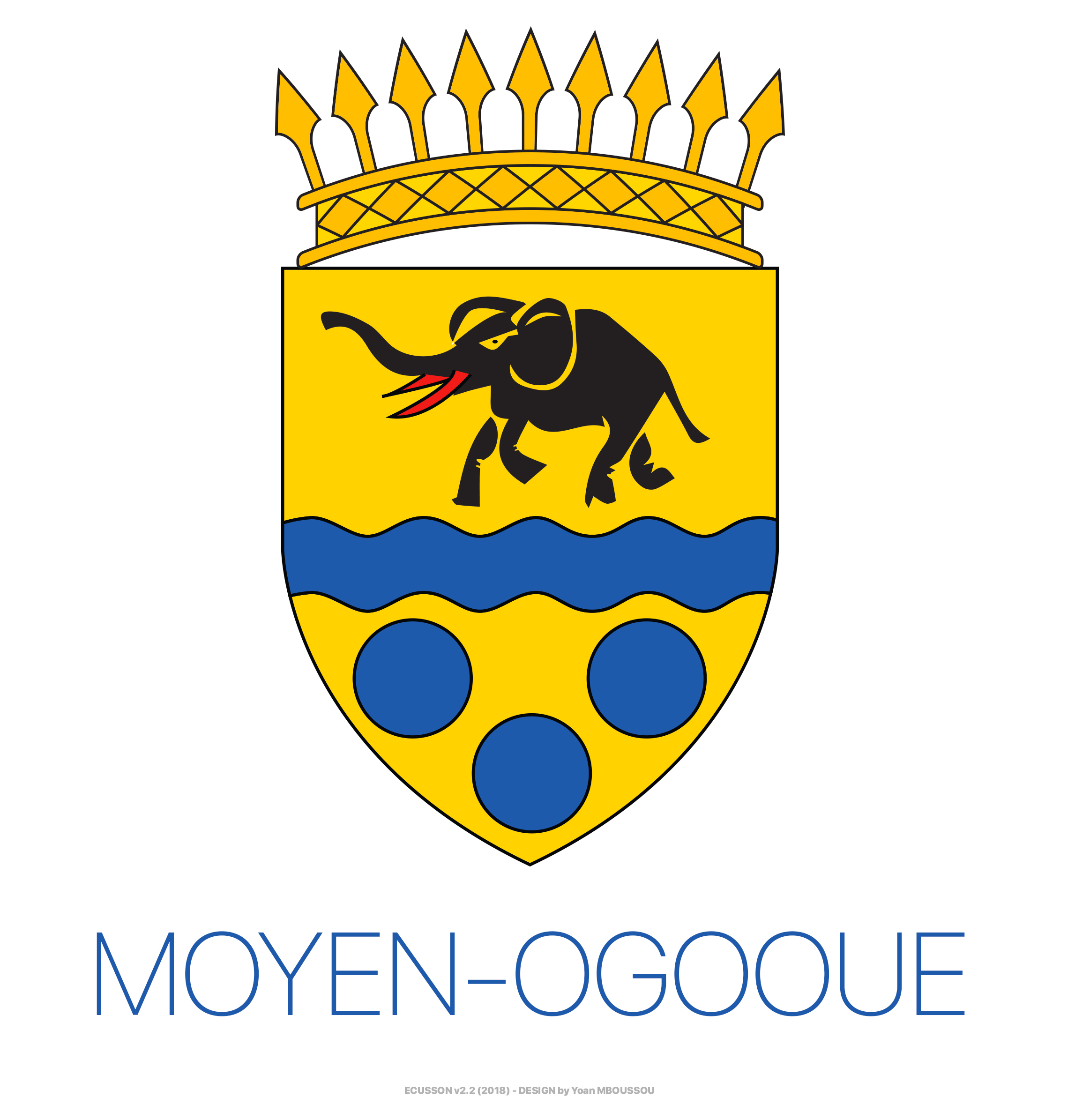
Ecusson du Moyen-Ogooué

Le Moyen-Ogooué est une des neuf provinces du Gabon.
Elle comptait 69 287 habitants en 2013 nommés les migovéens.
Son chef-lieu est Lambaréné.
Son gouverneur est Paulette Mengue M’Owono depuis 2018. Depuis 2020, le gouverneur de cette province est Barnabé Mbangalevoua[réf. nécessaire].

## Géographie
La province du Moyen-Ogooué est située au centre-ouest du pays.
| Estuaire        | Woleu-Ntem   |               |
| Ogooué-Maritime | Moyen-Ogooué | Ogooué-Ivindo |
|                 | Ngounié      |               |

## Divisions administratives
La province est divisée en deux départements (chef-lieu entre parenthèses) : 
- Abanga-Bigné (Ndjolé) au nord-est
- Ogooué et des Lacs (Lambaréné) au sud-ouest

## Source
- Statoids.com - Gabon